# Chloroclystis javana
Chloroclystis javana là một loài bướm đêm trong họ Geometridae.